# Lingua isolante
Una lingua isolante (o analitica) è una lingua quasi totalmente priva di morfologia; detto altrimenti, i suoi termini sono quasi totalmente privi di declinazioni e flessioni.
Indicando il morfema come la minima unità che definisca un significato (come prefissi e desinenze), ne consegue che nelle lingue isolanti le parole non sono scomponibili in unità morfologiche più piccole. Queste lingue non si esprimono tramite modificazione delle parole, bensì attraverso la posizione che esse occupano all'interno della frase.
Attualmente, la lingua più parlata tra quelle interamente isolanti è lo yoruba. Una diffusa lingua isolante è il cinese. Da notare che anche l'inglese, storicamente flessivo analitico, nella sua evoluzione ha sviluppato spiccate caratteristiche isolanti.